# Agrapha orbifer
Agrapha orbifer is een vlinder uit de familie uilen (Noctuidae). De wetenschappelijke naam van deze soort is voor het eerst geldig gepubliceerd in 1865 door Achille Guenée.
De soort komt voor in Réunion.